# Barkly Region
Koordinaten: 19° 39′ S, 134° 12′ O

Die Barkly Region ist eine Local Government Area (LGA) im Northern Territory von Australien. Verwaltungssitz der Region ist Tennant Creek. Die Barkly Region umfasst 322.513 km² und ist damit nach dem East Pilbara Shire die zweitgrößte LGA in Australien. Sie hat 6655 Einwohner (2016) und ist geografisch weitgehend deckungsgleich mit dem Barkly Tableland.

## Geschichte
Im Oktober 2006 beschloss die Regierung des Northern Territy, die Verwaltungseinheiten (Local Government Areas) zu reformieren. Ziel der Reform war es, die öffentlichen Dienstleistungen der Städte und Gemeinden zu verbessern und erweitern. Es wurden am 1. Juli 2008 elf neue Shires gegründet. Am 1. Januar 2014 wurde der Barkly Shire in Barkly Region umbenannt.

## Bevölkerung

### Bevölkerungsentwicklung
| Jahr | Einwohner |
| ---- | --------- |
| 2011 | 6.823     |
| 2016 | 6.655     |
| 2021 | 6.316     |

### Ethnien
| Ethnie     | Anteil in Prozent |
| ---------- | ----------------- |
| Aboriginal | 64,1              |
| Englisch   | 11,8              |
| Australier | 11,7              |
| Irisch     | 3,8               |
| Schottisch | 3,3               |

### Religion
| Religion           | Anteil in Prozent |
| ------------------ | ----------------- |
| keine Religion     | 30,2              |
| Baptisten          | 20,3              |
| römisch-katholisch | 9,5               |
| anders evangelisch | 5,5               |

### Sprachen
| Sprache      | Anteil in Prozent |
| ------------ | ----------------- |
| nur Englisch | 41,1              |
| Alyawarre    | 27,3              |
| Warumungu    | 5,5               |
| Warlpiri     | 4,7               |
| Mudburra     | 1,9               |
| Kaytetye     | 0,8               |

## Wards
Die Barkly Region ist in vier Wards aufgeteilt, die von einem Präsidenten (Bürgermeister) und zwölf Stadtratsmitgliedern regiert werden:
- Alyawarr Ward (Süden)
- Patta Ward (Westen)
- Kuwarrangu (bis 2016 Yapakurlangu) (Nordosten)
- Alpururrulam Ward (Südosten)

## Towns
Es gibt folgende Towns (Städte/Gemeinden) in der Region:
- Ali Curung
- Alpurrurulam
- Ampilatwatja
- Canteen Creek
- Elliott
- Tennant Creek
- Urapuntja Outstations
- Wutunugurra